# Riobamba (kanton)
Riobamba – kanton w Ekwadorze, w prowincji Chimborazo. Stolicą kantonu jest Riobamba.